# Go and Ask Peggy for the Principal Thing
Go And Ask Peggy for the Principal Thing (также иногда просто The Principal Thing) — третий студийный альбом немецкой поп-рок-группы Fool's Garden, выпущенный 8 сентября 1997 года. Альбом был записан и выпущен в 1997 году и издавался лейблами Intercord и EMI. На альбоме содержится песня «Probably», ставшая вторым успехом группы после «Lemon Tree». В целях продвижения альбома в июне 1997 года был выпущен первый сингл с песней «Why Did She Go?». Позже эта песня была использована для автомобильной рекламы. Несмотря на надежды Intercord на то, что новый альбом будет распродан крупным тиражом на волне популярности предыдущего платинового альбома Dish of the Day, Go and Ask Peggy for the Principal Thing не повторил успеха своего предшественника.
Помимо песен, написанных Fool’s Garden, альбом содержит кавер-версию на песню The Beatles «Martha My Dear». Её исполнял Фолькер Хинкель. На песни «When The Moon Kisses Town», «Probably» и «Why Did She Go?» были сняты видеоклипы.

## Запись
Альбом записывался с января по июль 1997 года. Запись и микширование проводились на студиях Maryland и Hinkelstone Studio, за исключением прогноза погоды из песни «Rainy Day», который был записан в Дублине. Альбом продюсировал Фолькер Хинкель, также он вместе с Петером Фройденталером был звукорежиссёром альбома. В записи альбома применялись много инструментов, не традиционных для рок-музыки, такие как виолончель, валторна, контрабас, мандолина, губная гармоника, аккордеон, труба, тромбон и туба. Из-за такого большого инструментального разнообразия в записи Go and Ask Peggy for the Principal Thing участвовало много приглашённых музыкантов.

## Музыкальный стиль и критика
Альбом был записан в традиционных для Fool’s Garden жанрах, таких как поп-рок, брит-поп и софт-рок, однако некоторые песни отличаются от типичного направления группы. Стиль песен «And You Say», «Northern Town» и «Rainy Day» был охарактеризован как смесь психоделического рока с мюзик-холлом. Также во многих композициях участвуют оркестровые инструменты. Дмитрий Бебенин нашёл подражание Полу Маккартни в песне «Probably», также в песне «Rainy Day» прослеживается влияние The Kinks. Песня «Why Did She Go?» была охарактеризована как электро-акустический поп-рок в стиле The Beatles.
По мнению портала Звуки.Ру, альбом был раскритикован из-за «отсутствия заглавного хита». В датском музыкальном журнале Gaffa написали, что альбом продолжает лёгкую воздушную мелодичность своего предшественника, отметив подражание The Beatles почти в каждой песне. Ларс Нельсен назвал кавер версию песни «Martha My Dear» раздражающей. Также было сказано, что «помимо плагиата последовательностей аккордов и гармоний у The Beatles, Фолькер Хинкель и Петер Фройденталер смогли написать собрание небольших банальных песен, которое легко петь вместе в компании». В заключение критик написал, что «если солнце светит, небо голубое, а кофе тёплое, то Fool’s Garden не испортят настроение с их The Principal Thing».
В DeBaser предположили, что коммерческий провал альбома связан с неправильным выбором первого сингла из альбома: по мнению критика, вместо песни «Why Did She Go?» стоило выпустить «And You Say» или «Probably», у которой "были все шансы стать второй «Lemon Tree». Было указано, что Fool’s Garden хорошо справляются даже с более грубым звучанием в песне «The Principal Thing», открывающей альбом. В песне совершенствуются навыки игры Фолькера Хинкеля на гитаре в почти панк-рок-стиле. Песня «Rainy Day» была охарактеризована как приятная, бодрая и простая, без неприятной приторности в стиле Мики. Песни «Emily» и «Northern Town» раскрывают звучание группы во всей красе, в самом зрелом и завершённом виде. По словам критика, в балладе «When the Moon Kisses Town» достигается идеальный баланс между сладостью и энергией, а сама песня облагораживается красивым вступлением на губной гармонике и пианино, а также гитарным соло Фолькера Хинкеля, вдохновлённым Брайаном Мэем из Queen. В заключение было сказано, что альбом не является чем-то новым, но несмотря на то, что он ориентирован на коммерческие цели, Go and Ask Peggy for the Principal Thing является хорошим альбомом, созданным с энтузиазмом и страстью. Критик похвалил композиторский талант группы и вокальные способности Петера Фройденталера, назвав его отличным певцом c гибким, грубоватым и выразительным голосом, способным хорошо адаптироваться к каждой песне с мастерством и индивидуальностью.

## Список композиций
Слова и музыку ко всем композициям написали Фолькер Хинкель и Петер Фройденталер. Соавтором песни «When The Moon Kissses Town» также был клавишник группы Роланд Рёль. Песня «Martha My Dear» была написана Джоном Ленноном и Полом Маккартни. Оркестровые аранжировки в песнях «Northern Town» и «Good Night» исполнил Фолькер Хинкель.
| №                   | Название                    | Автор(ы)                                         | Длительность |
| ------------------- | --------------------------- | ------------------------------------------------ | ------------ |
| 1.                  | «The Principal Thing»       | Фолькер Хинкель, Петер Фройденталер              | 4:05         |
| 2.                  | «Emily»                     | Фолькер Хинкель, Петер Фройденталер              | 4:49         |
| 3.                  | «Why Did She Go?»           | Фолькер Хинкель, Петер Фройденталер              | 3:25         |
| 4.                  | «Why Am I Sad Today»        | Фолькер Хинкель, Петер Фройденталер              | 3:50         |
| 5.                  | «Martha My Dear»            | Джон Леннон, Пол Маккартни                       | 3:20         |
| 6.                  | «And You Say»               | Фолькер Хинкель, Петер Фройденталер              | 3:44         |
| 7.                  | «Probably»                  | Фолькер Хинкель, Петер Фройденталер              | 2:48         |
| 8.                  | «Nothing»                   | Фолькер Хинкель, Петер Фройденталер              | 3:39         |
| 9.                  | «When The Moon Kisses Town» | Фолькер Хинкель, Петер Фройденталер, Роланд Рёль | 4:34         |
| 10.                 | «Rainy Day»                 | Фолькер Хинкель, Петер Фройденталер              | 3:10         |
| 11.                 | «Northern Town»             | Фолькер Хинкель, Петер Фройденталер              | 4:00         |
| 12.                 | «Good Night»                | Фолькер Хинкель, Петер Фройденталер              | 3:25         |
| Общая длительность: | Общая длительность:         | Общая длительность:                              | 54:17        |

## Участники записи
Fool’s Garden
- Петер Фройденталер — композитор, вокал, бэк-вокал[комм. 2], звукорежиссёр
- Фолькер Хинкель — композитор, вокал[комм. 2], бэк-вокал, гитара, клавишные, губная гармоника, мандолина, звукорежиссёр
- Роланд Рёль — композитор[комм. 3], клавишные, аккордеон, бэк-вокал
- Ральф Вохеле — ударные, бэк-вокал
- Томас Мангольд — бас-гитара, контрабас, бэк-вокал

| Прочие музыканты - Оливер Фрагер — труба, валторна - Боб Перри — тромбон, туба - Гитте Хаус — бэк-вокал - Джетте Шнейринг — виолончель - Оливер Магуаир — прогноз погоды в песне «Rainy Day» | Технический персонал - Рудигер Герндт — звукорежиссёр - Кристоф Тускен — мастеринг |

## Позиции в чартах

### Альбом
| Год  | Страна    | Чарт                 | Позиция | Неделя |
| ---- | --------- | -------------------- | ------- | ------ |
| 1997 | Германия  | Media Control Charts | 44      | 4      |
| 1997 | Швейцария | Schweizer Hitparade  | 50      | 1      |

### Синглы
| Год  | Сингл             | Страна   | Чарт                 | Позиция | Неделя |
| ---- | ----------------- | -------- | -------------------- | ------- | ------ |
| 1997 | «Why Did She Go?» | Германия | Media Control Charts | 76      | 9      |
| 1997 | «Probably»        | Германия | Media Control Charts | 86      | 8      |

## История выпуска
| Дата | Регион         | Лейбл                   | Формат | Каталог                         |
| ---- | -------------- | ----------------------- | ------ | ------------------------------- |
| 1997 | Во всём мире   | EMI                     | CD     | 8226012                         |
| 1997 | Германия       | Intercord               | CD     | INT 8 22600 2                   |
| 1997 | Великобритания | Intercord               | CD     | CDPP 022                        |
| 1997 | Европа         | Intercord               | CD     | CDPP 022                        |
| 1997 | Япония         | Intercord               | CD     | TOCP-50266, 7243 8 22600 2 8    |
| 1997 | Италия         | Intercord, EMI          | CD     | INT 8 22600 2, 7243 8 22600 2 8 |
| 1997 | Россия         | Gala Records, Intercord | CS     | INT 8 22601 4                   |
| 1997 | Индонезия      | Intercord               | CS     | INT 8 22601 4                   |
| 2004 | Нидерланды     | Intercord               | CD     | 8226012                         |
| 2007 | Германия       | EMI                     | CD     | 8226002                         |